# Appenzell Ausserrhoden
| Appenzell Ausserrhoden Appenzell Rhodes-Extérieures Appenzello Esterno |               |
| \| Grb kantona \|                                                      |               |
| Položaj u Švicarskoj                                                   |               |
|                                                                        |               |
| Podaci                                                                 |               |
| Glavni grad                                                            | Herisau       |
| Pristupanje konfederaciji                                              | 1513..        |
| Skraćenica                                                             | AR            |
| Stanovništvo                                                           | 54.254 stan.  |
| Popis                                                                  | 2008.         |
| Površina                                                               | 243 km²       |
| Gustoća                                                                | 216 stan./km² |
| Br. općina                                                             | 20            |
| Jezici                                                                 | njemački      |
| Zemljovid kantona                                                      |               |
|                                                                        |               |
| Grb kantona                                                            |               |

Kanton Appenzell Ausserrhoden ili Kanton Vanjski Apenzel (kratica AR, njem. Kanton Appenzell Ausserrhoden) je kanton u sjeveroistočnom dijelu Švicarske. Glavni grad i najveće naselje kantona je grad Herisau. 

## Prirodne odlike
Kanton Appenzell Ausserrhoden graniči s kantonima Appenzell Innerrhoden i St. Gallen. Najviši vrh je Säntis na visini od 2.502 metara, gdje je i tromeđa kantona Appenzell Innerrhoden, Appenzell Ausserrhoden i St. Gallena. Kanton je mahom brdsko-planinski i smješten je u području Apencelskih Alpa. Površina kantona je 243 kilometara četvornih, i po tome je jedan od najmanjih kantona u Konfederaciji.

## Povijest
Područje današnjeg kantona je pristupilo Švicarskoj konfederaciji davne 1513. g. Tada su Appenzell Innerrhoden i Appenzell Ausserrhoden činili jedinstveni Kanton Appenzell, ali su se oni razdvojili 1597. g. iz vjerskih razloga. Dok je Appenzell Innerrhoden bio naklonjen rimokatoličanstvu, dotle je Appenzell Ausserrhoden bio naklonjen protestantizmu.

## Stanovništvo i naselja
Kanton Appenzell Ausserrhoden je imao 54.254 stanovnika 2008. g.
U kantonu se govori njemački jezik, koji je i jedini službeni. Stanovništvo je uglavnom protestantsko (51%) sa značajnom rimokatoličkom manjinom (31%).
Najveća naselja su:
- Herisau, 15.000 st. - Glavni grad kantona
- Teufen,6.000 st.
- Hayden,5.000 st.

## Vanjske poveznice
- službene stranice